# Selección femenina de fútbol sub-20 de Nigeria
La selección femenina de fútbol sub-20 de Nigeria representa a Nigeria en las competiciones internacionales de fútbol femenino en la categoría.  Su organización está a cargo de la Federación Nigeriana de Fútbol perteneciente a la CAF.

## Estadísticas

### Copa Mundial Femenina Sub-20
| Año   | Etapa            | Posición    | J           | G           | E           | P           | GF          | GA          |             |
| ----- | ---------------- | ----------- | ----------- | ----------- | ----------- | ----------- | ----------- | ----------- | ----------- |
| 2002  | Fase de grupos   | 10.º        | 3           | 0           | 1           | 2           | 2           | 5           |             |
| 2004  | Cuartos de final | 6.º         | 4           | 1           | 2           | 1           | 5           | 5           |             |
| 2006  | Cuartos de final | 6.º         | 4           | 2           | 0           | 2           | 12          | 7           |             |
| 2008  | Cuartos de final | 7.º         | 4           | 2           | 1           | 1           | 8           | 6           |             |
| 2010  | Final            | 2.º         | 6           | 2           | 3           | 1           | 6           | 6           |             |
| 2012  | Semifinal        | 4.º         | 6           | 3           | 1           | 2           | 9           | 5           |             |
| 2014  | Final            | 2.º         | 6           | 4           | 1           | 1           | 15          | 7           |             |
| 2016  | Fase de grupos   | 9.º         | 3           | 2           | 0           | 1           | 5           | 8           |             |
| 2018  | Cuartos de final | 8.º         | 4           | 1           | 1           | 2           | 3           | 4           |             |
| 2022  | Cuartos de final | 5.º         | 4           | 3           | 0           | 1           | 5           | 3           |             |
| 2024  | Octavos de final | 9.º         | 4           | 2           | 0           | 2           | 7           | 5           |             |
| 2026  | Por definir      | Por definir | Por definir | Por definir | Por definir | Por definir | Por definir | Por definir | Por definir |
| Total | 11/11            | 6.º         | 48          | 22          | 10          | 16          | 77          | 61          |             |

### Campeonato Femenino Sub-20 de la CAF
| Año   | Ronda     | G         | E         | P         | GF        | GC        |
| ----- | --------- | --------- | --------- | --------- | --------- | --------- |
| 2002  | Campeón   | 4         | 0         | 0         | 19        | 2         |
| 2004  | Campeón   | 3         | 1         | 0         | 8         | 0         |
| 2006  | Final     | 3         | 1         | 0         | 20        | 3         |
| 2008  | Final     | 4         | 0         | 0         | 9         | 2         |
| 2010  | Final     | 4         | 0         | 0         | 22        | 4         |
| 2012  | Final     | 4         | 0         | 0         | 13        | 0         |
| 2014  | Final     | 6         | 0         | 0         | 31        | 0         |
| 2015  | Final     | 6         | 0         | 0         | 21        | 3         |
| 2018  | Final     | 5         | 1         | 0         | 23        | 2         |
| 2020  | Cancelado | Cancelado | Cancelado | Cancelado | Cancelado | Cancelado |
| 2022  | Final     | 4         | 0         | 0         | 25        | 2         |
| 2024  | Final     | 2         | 2         | 0         | 5         | 2         |
| Total | 2 Títulos | 45        | 5         | 0         | 205       | 20        |

## Jugadoras
La lista de convocadas que compitió en la Copa Mundial Femenina de Fútbol Sub-20 de 2018.
| N.º | Puesto | Nombre              | Edad    | Club                 |
| --- | ------ | ------------------- | ------- | -------------------- |
| 1   | POR    | Onyinyechukwu Okeke | 26 años | Edo Queens FC        |
| 2   | MED    | Mary Saiki          | 24 años | Rivers Angels        |
| 3   | DEF    | Glory Ogbonna       | 26 años | Ibom Angels Football |
| 4   | MED    | Christy Ucheibe     | 24 años | Capital City Dove FC |
| 5   | DEF    | Gift Monday         | 23 años | Football Club Robo   |
| 6   | DEF    | Oluwakemi Famuditi  | 26 años | Kogi Confluence Foot |
| 7   | MED    | Peace Efih          | 24 años | Edo Queens FC        |
| 8   | DEL    | Rasheedat Ajibade   | 25 años | Football Club Robo   |
| 9   | DEF    | Joy Duru            | 25 años | Nassarawa Amazons    |
| 10  | MED    | Adebisi Saheed      | 24 años | Football Club Robo   |
| 11  | DEL    | Bashirat Amoo       | 22 años | Confluence Queens FC |
| 12  | MED    | Grace Igboamalu     | 23 años | Nassarawa Amazons    |
| 13  | DEF    | Mary Ologbosere     | 25 años | Ibom Angels Football |
| 14  | DEL    | Anam Imo            | 24 años | Nassarawa Amazons    |
| 15  | DEF    | Opeyemi Sunday      | 25 años | Sunshine Queens      |
| 16  | POR    | Chiamaka Nnadozie   | 24 años | Rivers Angels        |
| 17  | DEL    | Chidinma Okeke      | 24 años | Football Club Robo   |
| 18  | DEF    | Blessing Ezekiel    | 26 años | Rivers Angels        |
| 19  | MED    | Taibat Odueke       | 26 años | Edo Queens FC        |
| 20  | DEL    | Aishat Bello        | 24 años | Nassarawa Amazons    |
| 21  | POR    | Rita Akarekor       | 24 años | Sunshine Queens      |